# Rhamphomyia discoidalis
Rhamphomyia discoidalis är en tvåvingeart som beskrevs av Becker 1889. Rhamphomyia discoidalis ingår i släktet Rhamphomyia och familjen dansflugor. Inga underarter finns listade i Catalogue of Life.